# Megalopyge krugii
Megalopyge krugii is een vlinder uit de familie van de Megalopygidae. De wetenschappelijke naam van de soort is voor het eerst geldig gepubliceerd in 1897 door Hermann Dewitz.